# Philippe van Borsselen van der Hooghe
Philippe Nicolas Joseph van Borsselen van der Hooghe (Brugge, 22 juli 1751 - 27 september 1829) was een Brugs edelman en lid van de Eerste Kamer.

## Levensloop
Philippe Nicolas van Borsselen was een zoon van Pierre van Borsselen (1709-1771) en zijn tweede echtgenote Isabelle van der Meersch. Pierre was zich in Brugge komen vestigen in opvolging van zijn vader Philippe-Jozef van Borsselen van der Hooghe (1669-1717).
Philippe Nicolas trouwde in 1787 met Isabelle Simon (1767-1847), dochter van François Xavier Simon, schepen van het Brugse Vrije en laatste schout van Brugge. Het huwelijk bleef kinderloos en toen hij in 1829 overleed, stierf de familietak uit.
In 1816 werd hij erkend in de erfelijke adel met de persoonlijke titel baron. Tevens werd hij benoemd in de Ridderschap van de provincie West-Vlaanderen.
Van Borsselen bleef discreet in de tijd van de Oostenrijkse Nederlanden. Hij werd geen schepen van het Brugse Vrije, zoals zijn vader en zijn grootvader. Pas in 1793, tijdens de eerste Franse overheersing, werd hij voor heel korte tijd tot schepen van het Brugse Vrije verkozen, zonder effectief te zetelen. Toen de regering van de Oostenrijkse Nederlanden even terug was, benoemde ze hem van 27 mei tot 22 juli 1793 tot schepen van Brugge. In de volgende jaren van Franse bezetting hield hij zich op de achtergrond.
Tegen het einde van het Franse keizerrijk was hij lid van het kiescollege voor het Leiedepartement en werd hij lid van de gemeenteraad van Brugge. In maart 1815 behoorde hij tot de Brugse delegatie van vier afgevaardigden die koning Willem I der Nederlanden bij zijn troonsbestijging ging feliciteren. De kennismaking was niet zonder gevolg. Van Borsselen werd in 1815 benoemd tot lid van de Eerste Kamer en hij vervulde dit mandaat tot aan zijn dood.